# 萊蒙特鎮區 (伊利諾伊州庫克縣)
萊蒙特鎮區（英語：Lemont Township）是位於美國伊利諾伊州庫克縣的一個行政鎮區。

## 地方資料
根據2010年美國人口普查的數據，萊蒙特鎮區的面積為54.57平方千米，當中陸地面積為52.83平方千米，而水域面積為1.74平方千米。當地共有人口21941人，而人口密度為每平方千米402.07人。